# 武装力量

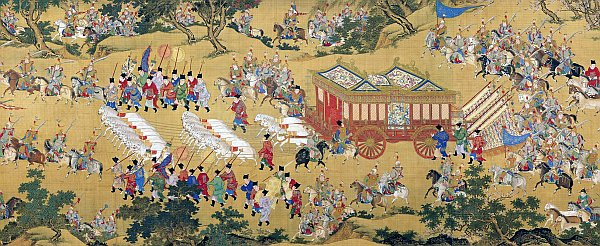
「出警入蹕圖」中的古代軍隊行列

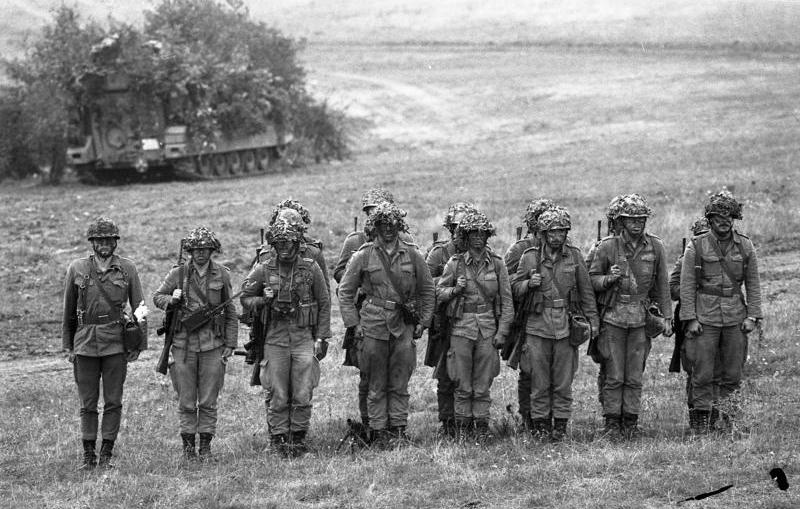
1986年的德国联邦国防军，步兵是軍隊的主要構成單位

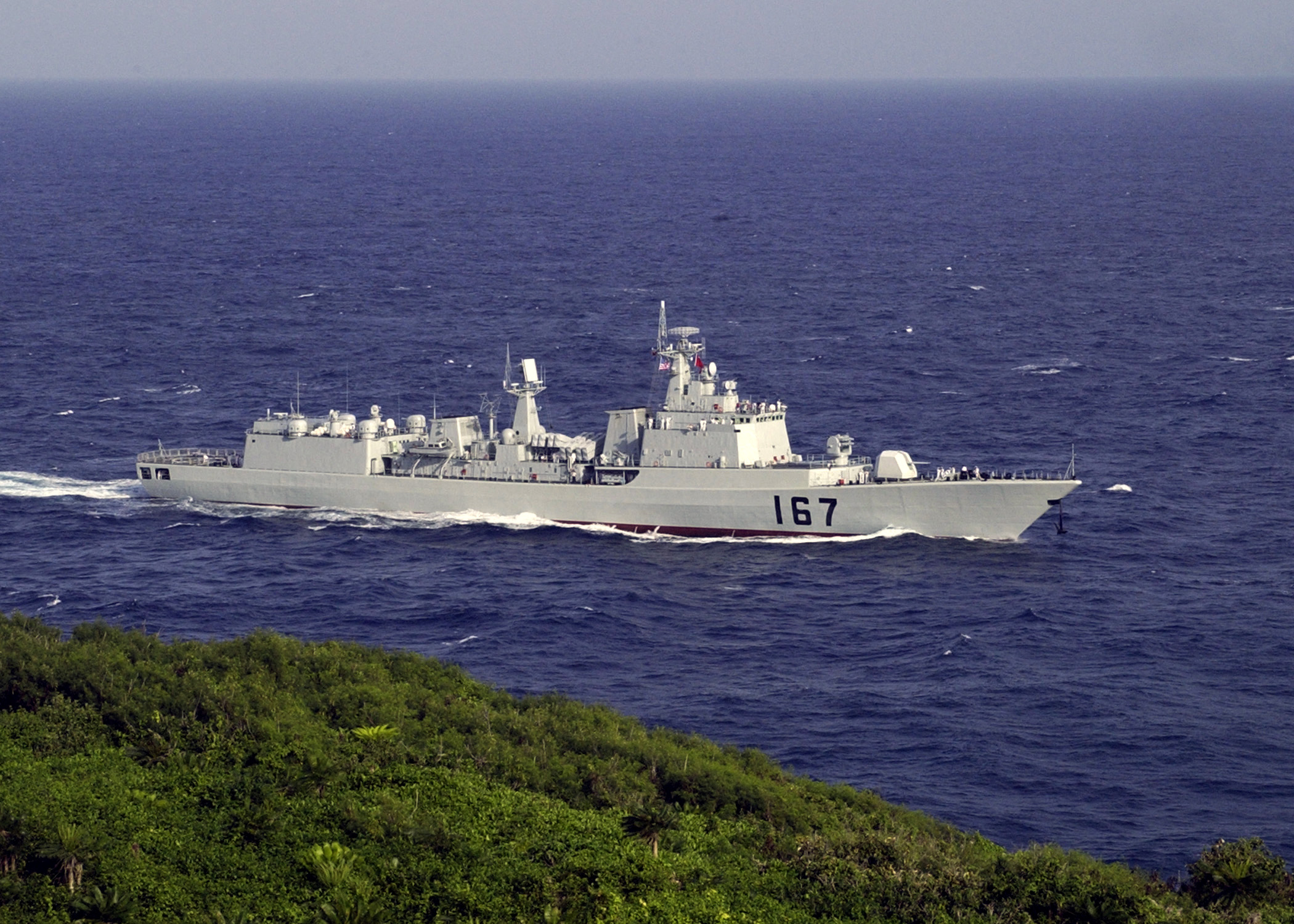
中國人民解放軍海軍的051B型驅逐艦

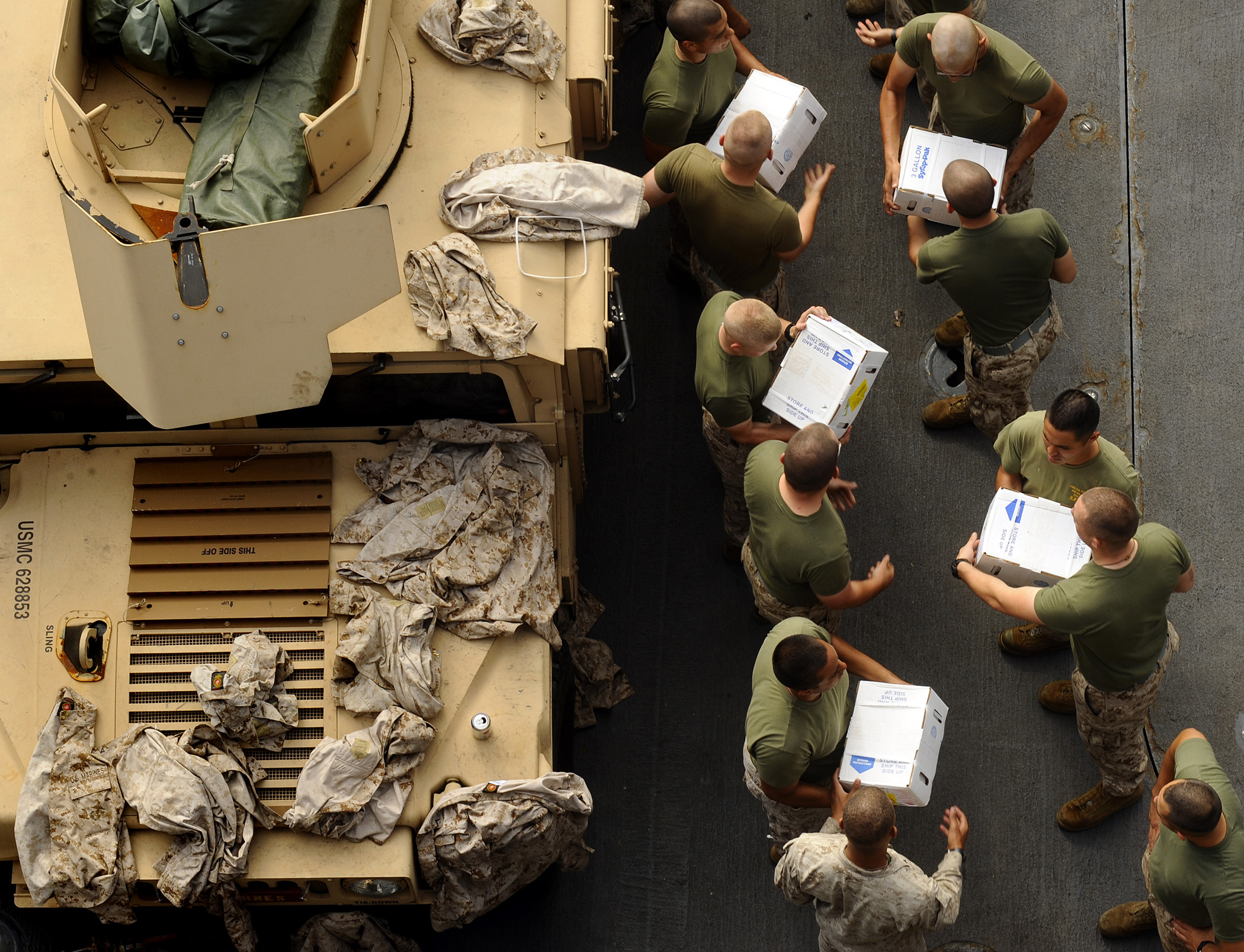
美軍一個連的補給兵

，又譯武装部队，意為在政府支持下，一個國家拥有武器与兵力的组织性力量。武装力量與軍隊（military）經常被認為是同義詞，但严格意义上来说，這兩者間仍有所不同：武裝力量除了正規軍隊之外，還包括了非正規的準軍事部隊、民兵等。武装力量主要是作為一个国家社会安全保障、领土主权保卫、政权统治机器稳定运行的存在。對於武裝力量的研究，稱為軍事學。社会主义国家的武装力量完全由党掌控。

## 軍隊
一個國家、政府或聯盟的正規的武装力量一般稱為「軍隊」，但不是所有武装力量皆為軍隊地位，例如擁有完全軍事化的日本自衛隊名稱上，不被界定為軍隊。
军队是一种为执行各種任务而组建的武力集团。一个國家軍隊通常包括陸、海、空三軍，並在軍人之中劃有軍官、士官、士兵等軍階。軍隊可以利用國家義務役或者征兵來補充兵源，而且十分穩定。軍隊亦有國家資源作補給，繼以發展軍工科技，以致利用各種現代先進武器。這是非正規軍的游擊隊之類的其餘武裝力量不能相比。现代国家的軍隊通常大多由陆军（或包含憲兵）、海军（或包含海军陸戰隊）、空军（或包含防空部隊）等组成，有些还包括战略导弹部队、太空部队、电子战部队。
一般从存在的理由看，軍隊的首要任务是防守國土，其次是國力宣示，再次為進攻他國。按照马列主义的观点，國家的武裝力量，由国家统治阶级建立、维持和控制。对内用以维护统治阶级的利益，对外有震慑敵国、保卫领土、对外延伸、擴張、殖民的作用。今日世界局勢較為和平，不常參戰的國家或地區，其軍隊通常肩負守備、保安、與災難的救援行動。

## 其他武装力量
不僅是軍隊，其他如游擊隊、恐怖分子、準軍事組織、保安部隊等擁有武器與兵力的組織，也是武装力量。但通常此類武力由於政治、外交、法律因素或其他原因與禁忌，并不稱為军队，而是采用「自衛隊」、「游擊隊」、「治安隊」、「防備團」、「巡守團」、「志願軍」、「武裝組織」、「解放團體」等非正規的名稱，實際上它依然可以具有正規軍隊所具備的武器、兵力與戰鬥能力，而類似軍隊的軍事性组织。

## 法律
- 军事法